# 中央人民政府食品工业部
中华人民共和国中央人民政府食品工业部是根据1949年9月27日中国人民政治协商会议第一届全体会议通过的《中华人民共和国中央人民政府组织法》第十八条的规定，于1949年10月1日设置的一个部门。在政务院财政经济委员会的指导下进行工作。
1950年12月，中央人民政府食品工业部的组建工作尚未就绪，中央人民政府委员会第十次会议决定撤销食品工业部。决议内容指出，中央人民政府食品工业部无单独设置的必要，应即结束。将其所管辖的糖业、烟酒、油脂和食品加工等业务，均划归中央人民政府轻工业部办理，其管辖的渔业部分业务，划归至中央人民政府农业部办理。12月26日，中央人民政府食品工业部正式撤销。

## 组织结构
全部工作人员百余人。机关设在东城区山老胡同二号的几个四合院内。隶属于政务院财政经济委员会。
- 部长杨立三（1949年10月—1950年12月，解放军总后勤部长兼）
- 副部长宋裕和（主持工作）
- 办公厅主任
- 顾问室：苏联专家两名、俄语翻译一名
- 参事室：两位中国专家，参事秦含章。
- 糖业组
- 水产组
- 米面组：制定了全国统一的标准面粉和标准大米的规定，每百斤小麦要磨出81斤，每百斤糙米要碾出白米92斤，简称“八一”面和“九二”米，1950年4月2日颁布执行。[1]。
- 烟酒组
- 油脂组
- 秘书组
- 干部组
- 财务组
- 总务组
- 资料组